# 島上善五郎
島上 善五郎（しまがみ ぜんごろう、1903年12月16日 - 2001年1月2日）は、日本の労働運動家・政治家。

## 来歴・人物
秋田県出身。東京市電気局（現在の東京都交通局）に入り、労働組合で活動した。1930年代の東京市電（路面電車）では東京交通労働組合（東交）が結成され、労働側に不利な法制度下でもサボタージュなどの柔軟かつ強力な闘争を展開しており、島上も東交の一員として参加していた。
第二次世界大戦後、労働組合が復活すると東交は右派ナショナルセンターの日本労働組合総同盟に参加、前後して結成された日本社会党にも入党する。1947年の第23回衆議院議員総選挙で東京6区から立候補し、初当選し、政界へ転身する。1949年の第24回衆議院議員総選挙で落選。1950年にGHQの指導で日本労働組合総評議会(総評)が結成されると、日本都市交通労働組合連合会（都市交）から初代の事務局長に就任。1952年の社会党第8回臨時党大会では左派から推される形で右派の松浦清一とともに議長を務めるが、サンフランシスコ講和条約の取り扱いをめぐって左右に分裂、島上は左派に参加した。1952年の衆議院議員補欠選挙で左派社会党から立候補、この時は次点に終わるが、同年10月の第25回衆議院議員総選挙で当選し、政界へ復帰する。この間、1952年5月に皇居前広場で起きたメーデー事件に関し、メーデー実行委員会事務局長として衆議院行政監察特別委員会に証人喚問された。
社会党再統一後、1962年河上丈太郎委員長の下で党国会対策委員長に就任し、1963年まで務める（後任は横路節雄）。1972年に政界を引退するものの、1980年飛鳥田一雄委員長の下で党中央統制委員長に就任し、1986年まで務めた。
1975年4月の春の叙勲で勲二等に叙され、旭日重光章を受章する。
2001年1月2日、死去。97歳没。死没日付をもって正四位に叙された。